# Jack Conklin
Jonathan Jackson „Jack“ Conklin (geboren am 17. August 1994 in Plainwell, Michigan) ist ein US-amerikanischer American-Football-Spieler auf der Position des Offensive Tackles. Seit 2020 steht er bei den Cleveland Browns in der National Football League (NFL) unter Vertrag. Conklin spielte College Football für die Michigan State University. Im NFL Draft 2016 wurde er von den Tennessee Titans ausgewählt, für die er bis 2019 spielte.

## College
Conklin besuchte die Highschool in seinem Heimatort Plainwell, Michigan. Er erhielt keine Stipendienangebote von Colleges aus der NCAA Division I, lediglich von der Wayne State University in der Division II. Conklin entschied sich, als Walk-on an die Michigan State University zu gehen, um für die MSU Spartans in der Division I zu spielen. Nach einem Redshirt-Jahr 2012, in dem er mit seinen Leistungen im Training überzeugen konnte, spielte er ab 2013 überwiegend als Starter. Er bestritt in drei Jahren 38 Spiele als Starter, 2015 wurde er in das All-Star-Team der Big Ten Conference gewählt. Mit Michigan State gewann Conklin zweimal die Meisterschaft in der Conference und zwei Bowl-Spiele. In der Saison 2015 standen die Spartans in den College Football Playoffs. Am 6. Januar 2016 gab Conklin bekannt, auf ein mögliches weiteres Jahr am College zu verzichten, um sich für den NFL Draft anzumelden.

## NFL
Im NFL Draft 2016 tradeten die Tennessee Titans von der 15. Stelle an die 8. Stelle nach oben, um Conklin auszuwählen. Er spielte von Beginn an als Starter auf der Position des Right Tackles und bestritt 2016 und 2017 alle Spiele der Regular Season. In seiner Rookiesaison wurde er zum All-Pro gewählt.
Bei der 14:35-Niederlage der Titans gegen die New England Patriots am 13. Januar 2018 zog sich Conklin einen Kreuzbandriss zu. Wegen der langwierigen Genesung von dieser Verletzung verpasste Conklin die ersten drei Partien der Saison 2018. Zudem fiel er am 10. Spieltag wegen einer Gehirnerschütterung und ab dem 14. Spieltag bis zum Ende der Saison wegen einer Knieverletzung aus, sodass sich die Titans im Mai 2019 entschieden, Conklins Vertragsoption auf ein fünftes Jahr nicht wahrzunehmen. Damit sollte er nach der Spielzeit 2019 zum Free Agent werden. In seinem vierten und letzten Jahr in Tennessee wurde Conklin wieder in allen Spielen eingesetzt, neben den 16 Spielen der Regular Season auch dreimal in den Play-offs. Mit den Titans erreichte er das AFC Championship Game, das gegen die Kansas City Chiefs, den späteren Super-Bowl-Sieger, verloren ging.
Im März 2020 unterschrieb Conklin einen Dreijahresvertrag über 42 Millionen Dollar, davon 20 Millionen garantiert, bei den Cleveland Browns. Nach der Regular Season wurde er zum zweiten Mal nach 2016 in das All-Pro-Team gewählt. Aufgrund mehrerer Verletzungen kam Conklin 2021 nur in sieben Spielen zum Einsatz. Wegen einer Patellasehnenruptur, die Conklin 2021 erlitten hatte, verpasste er auch die ersten beiden Spiele der Saison 2022, stand aber ab dem dritten Spieltag wieder in der Startaufstellung. Im Dezember 2022 einigte er sich mit den Browns auf eine Verlängerung seines Vertrages um vier Jahre für 60 Millionen US-Dollar, davon 31 Millionen garantiert.